# Martín García Moritán
Martín García Moritán (Buenos Aires, 12 de marzo de 1955) es un diplomático argentino, que se desempeñó como representante permanente de Argentina ante las Naciones Unidas (ONU) entre febrero de 2016 y febrero de 2020.Desde el 19 de febrero de 2024 es el embajador argentino en Uruguay. El 15 de enero de 2025 se anunció que dejará su cargo como embajador en Uruguay a finales de febrero de 2025 y será trasladado a Argentina donde formará parte del Cuerpo Pasivo del Servicio Exterior de ese país. 

## Biografía
Es abogado de la Facultad de Derecho de la Universidad de Buenos Aires y licenciado en Relaciones Internacionales por la Universidad Complutense de Madrid, España. Luego estudió en el Instituto del Servicio Exterior de la Nación e ingresó al Ministerio de Relaciones Exteriores y Culto de la Argentina en 1983.
En 1984 formó parte Misión Especial ante la Santa Sede durante la Mediación del conflicto del Beagle entre Argentina y Chile. Entre 1987 y 1992 cumplió funciones en la representación argentina en Brasil, de 1993 a 1994 en Bolivia, y entre 1994 y 1997 ante las Naciones Unidas en Nueva York, volviendo allí entre 2003 y 2009. Fue Cónsul de Argentina en Recife, Brasil, entre 1997 y 1999, y Comisario General del Pabellón Argentino en la Exposición Universal de Shanghái de 2010. En 2004 también fue miembro de la delegación de Brasil ante el Consejo de Seguridad de la ONU.
En el Ministerio de Relaciones Exteriores y Culto fue representante especial para asuntos de terrorismo y delitos conexos en 2010 y director de Asuntos Federales y Electorales entre 2012 y 2013. También se ha desempeñado en la Subsecretaría de Asuntos Australes y Limítrofes; y la Subsecretaría de Política Exterior; además de ser Jefe de Gabinete del Viceministro de Relaciones Exteriores y Subdirectror de la Dirección de América Central, Caribe y México.
El 27 de enero de 2016, mediante el decreto 246 publicado en el Boletín Oficial de la República Argentina, se dispuso su nombramiento como representante argentino ante las Naciones Unidas, presentado sus cartas credenciales ante el Secretario General Ban Ki-moon, el 16 de febrero del mismo año.
Sobre la cuestión de las islas Malvinas, ha manifesado la intención de volver a las negociaciones para la transferencia de la soberanía de las islas de los años 1960-1980.

## Vida personal
En cuanto a su vida personal, está casado y tiene cinco hijos. Su hermano Roberto García Moritán también es diplomático y ha desempeñado funciones en la Cancillería Argentina. Su sobrino, Roberto García Moritán (h) es el exmarido de Pampita y legislador de la ciudad de Buenos Aires. En 2020 tuvo COVID-19 pero se recuperó.

## Condecoraciones
- Orden de San Gregorio Magno, Santa Sede[4]
- Orden de Río Branco, Brasil[4]